# The Music Explosion
The Music Explosion sono stati un gruppo garage rock statunitense.

## Storia
I Music Explosion sono stati fondati a Mansfield, nell'Ohio, nel 1966. Dopo aver rivisitato The Little Black Egg (1966) dei Nightcrawlers, i Music Explosion hanno pubblicato per la Laurie Little Bit O' Soul (1967), rivelatosi il loro singolo di maggiore successo: il brano è stato certificato disco d'oro, ed è stata l'unica uscita dei Music Explosion ad entrare nella Top 40 dei singoli. Grazie al successo riscosso dal brano, la band ha potuto suonare al fianco di The Left Banke e The Easybeats nel corso delle loro tournée. La canzone è anche stata reinterpretata dai Ramones e campionata dai 2 Live Crew. Il brano compare anche nella riedizione ampliata del 1998 dell'antologia Nuggets: Original Artyfacts from the First Psychedelic Era, 1965-1968. Il gruppo ha inciso il suo unico album Little Bit O' Soul nel 1967 e si è sciolta nello stesso periodo. I Music Explosion si sono riformati alla fine degli anni ottanta. Il cantante Jamie Lyons ha pubblicato in proprio alcuni singoli da solista durante la sua militanza nel gruppo tra cui la hit Northern soul Soul Struttin'. L'artista è morto nel 2006. Dopo lo scioglimento del gruppo, il batterista Bob Avery è diventato membro dei Crazy Elephant.

## Formazione
- James "Jamie" Lyons – voce, percussioni
- Donald "Tudor" Atkins – chitarra
- Richard Nesta – chitarra
- Burton Stahl – basso
- Robert Avery – batteria

## Discografia parziale

### Album in studio
- 1967 – Little Bit O' Soul

### Singoli
- 1966 – Little Black Egg
- 1967 – Little Bit O' Soul
- 1967 – Sunshine Games
- 1967 – We Gotta Go Home
- 1968 – What You Want (Baby I Want You)
- 1968 – Where Are We Going
- 1968 – Yes Sir
- 1969 – What's Your Name